# Danmark Denmark
 (octobre 2017).
Si vous disposez d'ouvrages ou d'articles de référence ou si vous connaissez des sites web de qualité traitant du thème abordé ici, merci de compléter l'article en donnant les références utiles à sa vérifiabilité et en les liant à la section « Notes et références ».
Albums de Nephew
Interkom Kom Ind
(2006) Hjertestarter
(2012)
Singles
1. 007 Is Also Gonna Die
Sortie : 14 avril 2009
2. Va Fangool!
Sortie : 29 juin 2009
3. Sov For Satan Mand
Sortie : 2 octobre 2009
4. Police Bells and Church Sirens
Sortie : 7 décembre 2009

DanmarkDenmark est le quatrième album studio du groupe de rock danois Nephew, sorti en 2009 sous le label Copenhagen Records.

## Présentation
L'album est publié le 5 juin 2009, le jour de la Constitution danoise (en danois : Grundlovsdag).
Le premier des quatre singles extraits de cet album est 007 Is Also Gonna Die paru en avril 2009, suivent Va Fangool! en juin, Sov For Satan Mand en octobre et Police Bells and Church Sirens en décembre.
L'album physique est disponible au format CD et, également, en vinyle LP, accompagnés d'un DVD intitulé VideoVideo, contenant les 12 interprétations du groupe en vidéo, dans le même ordre que sur le disque.
DanmarkDenmark est certifié double disque de platine au Danemark.
Il culmine à la 1re place des charts danois durant 2 semaines.

## Liste des titres
Toutes les chansons sont écrites et composées par Nephew.
| 1.    | D.T.A.P.                       | 3:30 |
| 2.    | 007 Is Also Gonna Die          | 4:14 |
| 3.    | Police Bells and Church Sirens | 5:11 |
| 4.    | Sov for Satan mand             | 3:35 |
| 5.    | Danmark Man Dark               | 2:43 |
| 6.    | Gong Gong                      | 3:26 |
| 7.    | Det her sker bare ikk'         | 4:45 |
| 8.    | Va Fangool!                    | 3:45 |
| 9.    | Descendants of King Canute     | 4:09 |
| 10.   | Focus on the Sound             | 4:49 |
| 11.   | New Year's Morning             | 4:14 |
| 12.   | Hurra                          | 6:03 |
| 50:24 |                                |      |